# Treubach (Gemeinde Treubach)
Treubach ist ein Ort im Innviertel Oberösterreichs wie auch Gemeindehauptort und Ortschaft (Untertreubach) der Gemeinde Treubach im Bezirk Braunau am Inn.

## Geographie
Das Dorf Treubach befindet sich 20½ Kilometer westlich von Ried im Innkreis und 14 Kilometer südöstlich von Braunau am Inn. 
Der Ort liegt im Westen des Innviertler Hügellands auf um die 420 m ü. A. Höhe zwischen Schachawald und Gaugshamer Wald im Norden und Kobernaußerwald im Süden, in der Talung des Altbachs.
Treubach umfasst etwa 80 Gebäude mit um die 220 Einwohnern, knapp 1⁄3 der Gemeindebevölkerung. Die Adressen lauten Untertreubach, daher auch so der Name der Ortschaft, die in Österreich einen Adressbereich darstellt.
Im Ort trifft die L1095 Treubacher Straße von Altheim (und Weng) her auf die  L1057 Aspacher Straße von der B142 in Waasen/Moosbach nach Aspach.
Nachbarorte und -ortschaften
|                 | Matt (O)                                    | Schalchen (O)                                   |
| Weidenpoint (O) | Kompassrose, die auf Nachbargemeinden zeigt | Schiefeck (O) Ursprung (O) (beide Gem. Roßbach) |
| Wittigau (O)    |                                             | Ascherdorf (O)                                  |

## Geschichte
Der Ort ist 803 in den Urkunden des Stiftes Mondsee genannt. 

## Kultur und Sehenswürdigkeiten
- Pfarrkirche Treubach: Kirche und Friedhof stehen unter Denkmalschutz.

## Nachweise
- 40444 – Treubach. Gemeindedaten der Statistik Austria

1. 1 2  Daher ist der Ort im Ortsverzeichnis der Statistik Austria als Untertreubach geführt, in der Österreichischen Karte (und auch der Datenbank Geonam) als Treubach eingetragen – „Untertreubach“ fehlt dort.